# Ziegenhain (Westerwald)
Pour les articles homonymes, voir Ziegenhain.
Ziegenhain est une municipalité allemande située dans le land de Rhénanie-Palatinat et l'arrondissement d'Altenkirchen (Westerwald).
Elle n'a pas de rapport avec le plus grand camp de prisonniers de l'actuel land de Hesse, appelé stalag IX-A Ziegenhain, qui se trouvait à 80 km au sud de Cassel, sur la commune de 34613 Schwalmstadt, dans le quartier de Trutzhain. Entre 1939 et 1945, il accueillit de nombreux soldats polonais, français, néerlandais, belges, britanniques, serbes, italiens, américains mais aussi, séparément et dans des conditions horribles, russes. À Trutzhain, un musée retrace son histoire (site :
www.gedenkstaette-trutzhain.de).

## Source
- (de) Cet article est partiellement ou en totalité issu de l’article de Wikipédia en allemand intitulé « Ziegenhain (Westerwald) » (voir la liste des auteurs).